# Ninh Bìnhstadion
Het Ninh Bìnhstadion (Vietnamees: Sân vận động Ninh Bình) is een multifunctioneel stadion in Ninh Bình, een stad in Vietnam. 
Het stadion wordt vooral gebruikt voor voetbalwedstrijden, de voetbalclub Vissai Ninh Bình F.C. maakt gebruik van dit stadion. In het stadion is plaats voor 22.000 toeschouwers. 